# فرانسوا فيتيس
فرانسوا جوزيف فيتيس (بالفرنسية: François-Joseph Fétis) (25 مارس 1784 – 26 مارس 1871) كان عالم موسيقى وناقدًا ومعلّمًا ومؤلفًا موسيقيًا بلجيكيًا، ويُعد من بين أكثر المثقفين الموسيقيين تأثيرًا في أوروبا القارية خلال القرن التاسع عشر. تُعد موسوعته الضخمة السيرة العالمية للموسيقيين (Biographie universelle des musiciens) مصدرًا مهمًا للمعلومات حتى اليوم.

## النشأة والتعليم
وُلد فيتيس في مدينة مون بمقاطعة هينو البلجيكية، وبدأ دراسة الموسيقى في سن مبكرة على يد والده. في عام 1800، التحق بالمعهد الموسيقي في باريس حيث درس التأليف الموسيقي وعلوم الموسيقى، وتأثر بأساتذة بارزين في ذلك الوقت.

## المسيرة المهنية
بدأ فيتيس حياته المهنية كعازف وملحن، لكنه سرعان ما توجه إلى النقد الموسيقي والبحث الأكاديمي، فأصبح شخصية بارزة في علم الموسيقى. في عام 1833، تولى منصب مدير المعهد الملكي للموسيقى في بروكسل، حيث ساهم في تطوير التعليم الموسيقي في بلجيكا.
كما كان ناقدًا موسيقيًا مؤثرًا، ونشر مقالات ومراجعات في صحف ومجلات موسيقية أوروبية، وكتب عن النظريات الموسيقية وتاريخ الموسيقى، وأسس قاعدة بيانات ضخمة عن حياة وأعمال الموسيقيين.

### الجدول الزمني لأبرز محطات حياته وأعماله
| السنة     | الحدث/العمل                                   | ملاحظات                        |
| --------- | --------------------------------------------- | ------------------------------ |
| 1784      | الميلاد في مون، بلجيكا                        | بداية اهتمامه المبكر بالموسيقى |
| 1800      | الالتحاق بالمعهد الموسيقي في باريس            | دراسة التأليف وعلوم الموسيقى   |
| 1827      | بدء نشر مؤلفاته في علم الموسيقى               | شملت أبحاثًا تاريخية ونقدية     |
| 1833      | تعيينه مديرًا للمعهد الملكي للموسيقى في بروكسل | تطوير المناهج الموسيقية        |
| 1835–1844 | إصدار "السيرة العالمية للموسيقيين"            | موسوعة تضم آلاف السير الذاتية  |
| 1871      | الوفاة في بروكسل                              | في 26 مارس عن عمر 87 عامًا      |

## المؤلفات
من أبرز مؤلفات فيتيس:
- السيرة العالمية للموسيقيين (Biographie universelle des musiciens) – موسوعة شاملة عن الموسيقيين عبر العصور.
- أبحاث في النظرية الموسيقية وتاريخ الموسيقى.
- مقالات نقدية في صحف ومجلات موسيقية.

## الإرث
يُعتبر فيتيس من الشخصيات التي وضعت الأسس الأكاديمية لعلم الموسيقى الحديث في أوروبا، ولا تزال أعماله مرجعًا أساسيًا للباحثين في التاريخ الموسيقي.